# Nachtmystium
Nachtmystium ist eine US-amerikanische Psychedelic-Rock-/Extreme-Metal-Band, welche ihre musikalischen Wurzeln im Black Metal hatte. Sie wurde von Blake „Azentrius“ Judd und Pat „Noctis“ McCormick gegründet.

## Geschichte
Nachtmystium wurde als Nebenprojekt von Blake Judd und Pat McCormick gegründet. Die Band wurde stark von der Musik von Black-Metal-Bands wie Darkthrone und Burzum beeinflusst, was in ihrem ersten Album Reign of the Malicious aus dem Jahr 2002 deutlich wird. Das zweite Album, Demise aus dem Jahr 2004, wurde von Judd als das letzte “straight-forward-‘raw-black-metal’”-Album der Band bezeichnet. Die darauffolgenden zwei Alben Eulogy IV (2004) und Instinct: Decay (2006) enthielten Psychedelic-Rock- und experimentelle Musikelemente, welche zuvor von Bands wie Black Sabbath, The Doors und Pink Floyd verwendet wurden. Instinct: Decay erhielt hauptsächlich positive Kritiken. DEAF SPARROW Zine, lobte das Album für seine Innovationen, während das Decibel-Magazin noch weiter ging und es als das viertbeste Album des Jahres 2006 bezeichnete. Das vierte Studioalbum Assassins: Black Meddle, Part 1 wurde am 10. Juni 2008 in den Vereinigten Staaten veröffentlicht. Das Album wurde überwiegend positiv aufgenommen und Pitchfork Media und MTVs Headbangers Ball lobten es als eines der besten Alben des Jahres.

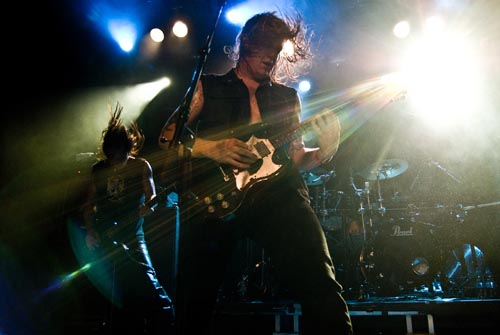
Live beim Hole in the Sky (2008)

Die Band hatte ihren ersten Auftritt in Skandinavien, als sie 2008 beim Hole in the Sky Festival in Bergen teilnahm. Nachtmystium tourte unter anderem mit Opeth, Baroness und High on Fire bei der ersten Hälfte ihrer Amerika-Tournee. Im September 2008 bestätigte die Band, dass sie an einer überarbeiteten Version von Demise arbeite, welche zwei zusätzliche Lieder enthalten solle. Im Frühjahr 2009 kündigte Nachtmystium außerdem die EP Doomsday Derelicts an. Die Band erlitt im Februar und März 2009 herbe Rückschläge. Nachtmystium musste die Teilnahme am Scion Rock Fest in Atlanta aufgrund von Behauptungen, die Band gehöre der NSBM-Szene an, absagen (siehe #Verhältnis zur NSBM-Szene). Später musste die Band auch noch ihre Tour mit The Haunted absagen, weil Judd sich am Bein verletzt hatte.
Im September 2009 kündigte Nachtmystium ein weiteres Album nach Assassins: Black Meddle Part 1 an, welches den Namen Addicts: Black Meddle, Part II tragen solle. Laut Judd werde das Album neue Lieder mit “more of a rock and roll edge over all” enthalten und das Interesse der Band an den Genres Industrial und Post-Rock widerspiegeln. Das Album wurde am 8. Juni 2010 veröffentlicht. Die Band trat am 3. April 2010 auch beim Inferno Festival in Oslo auf, wo sie die Bühne mit Mayhem, Finntroll und Taake teilte.
Nach Inhaftierung und Drogenproblemen verkündete Blake Judd am 13. November 2013 das offizielle Ende von Nachtmystium. Am 1. August 2014 erschien jedoch noch das letzte Album The World We Left Behind.
In diversen Interviews, unter anderem im Rock Hard, sagte Blake Judd allerdings, dass die Band sich doch nicht aufgelöst hat. Kurz nach diesen Aussagen wurde allerdings bekannt, dass sich die Plattenfirma Century Media von der Band getrennt hat, weil Blake Judd Gelder von Fans für Tonträger einbehalten habe, was er im Interview mit dem Rock Hard auch bestätigt hatte.
2024 erschien überraschend ein neues Album namens Blight Privilege auf dem Label Prophecy Productions. Blake Judd hat nach eigenem Bekunden die Heroinsucht überwunden und wieder einen festen Wohnsitz. Die Musiker Matt Thomas und Andrew Markuszewski ergänzen das Line-Up. Teile des Albums thematisieren die Zeit seiner Obdachlosigkeit.

## Stil
Obwohl Nachtmystium zu Beginn stark vom norwegischen Black Metal beeinflusst wurde und mit Gruppen wie Angelcorpse, Goatwhore und Watain auftrat, hat Judd mehrmals angegeben, dass Nachtmystium nicht als Black-Metal-Band an sich anzusehen sei. Bei einem Interview mit dem DEAF SPARROW Zine sagte Judd: “What separates us from your average black metal band is that we're NOT a black metal band, we’re a ‘do-whatever-the-fuck-we-want’ metal band and black metal happens to be what we build our foundation off of, if you must categorize the rhythm sections of our music”. („Was uns von einer durchschnittlichen Black-Metal-Band unterscheidet, ist, dass wir KEINE Black-Metal-Band sind; wir sind eine ‚Wir machen was wir wollen‘-Metal-Band und Black Metal ist nur zufällig das, worauf wir unsere Rhythmussektion aufbauen.“)
J. Bennet vom Decibel-Magazin beschrieb den Musikstil der Band als „Blackadelia“. Jason Bracelin von dem Las-Vegas-Review-Journal verglich die letzten Arbeiten der Band mit denen von Pink Floyd und behauptete: “Assassins is what happens when Pink goes black”. Seit der Veröffentlichung von Assassins erhielt die Band von den Medien, z. B. Terrorizer und Metal Maniacs, mehr Aufmerksamkeit. Während die Band selbst angibt, sich in ihrer Entwicklung vom Black Metal entfernt zu haben, bezeichnete Carlos Ramirez von IGN.com Assassins als eines der zehn besten Black-Metal-Alben.

## Verhältnis zur NSBM-Szene
Nachtmystiums zweite Demoaufnahme, welche den Namen Unholy Terrorist Cult trägt, wurde im Jahr 2001 von dem amerikanischen NSBM-Label Vinland Winds inoffiziell neu veröffentlicht, nachdem die Band es selber mit dem Aufdruck von Majestic Twilight Creations veröffentlicht hatte. Vinland Winds setzte ohne das Wissen der Band die Produktion von CDs fort, deren Gestaltung sich deutlich von der des Originals unterschied. Später wurde die Band auf diese Version aufmerksam, sagte aber dem eigenen Label, dass es ihr egal sei, da Vinland Winds auch Titel von Labels führte, welche nicht der neonazistischen Szene angehören. Nachtmystiums Debütalbum Reign of the Malicious wurde bei Regimental Records aufgenommen und von Unholy Records, einem Sub-Label von Resistance Records, vertrieben. Im Jahr 2006 sagte Judd:
“In the past, we’ve had some indirect ties to labels and bands that are part of the NS scene […] At one point not too many years ago, it wasn’t uncommon for NS labels or bands to trade and work with non-politically motivated bands and labels because at the end of the day, we’re all trying to promote, release, and be involved with music—all politics aside. Today it seems like there’s less of a connection, at least for me and my label. We don’t oppose people’s right to be ‘NS’ or whatever—that’s a personal choice, and if you live in the USA, you have the right to that opinion. Even though I personally, my band(s) and my label have absolutely no interest in being a part of that scene, I will ALWAYS take their side when it comes to their freedom of speech being imposed upon.”
Am 28. Februar 2009, kurz vor dem Scion Rock Fest in Atlanta, war die Band dazu gezwungen, ihre Teilnahme abzusagen, nachdem Festival-Promoter und -Sponsor Toyota am 23. Februar 2009 aufgrund der Aussage einer anonymen Person, Nachtmystium sei eine „Nazi-Band“, Bedenken über die Teilnahme der Band geäußert hatte. Judd veröffentlichte daraufhin umgehend eine Stellungnahme der Band:
“We will be taking legal action against the people who slandered us in this situation, and in the future will file defamation / slander charges against any person or organization who attempts to prevent us from performing anywhere, especially in the United States. We are as offended by this as someone might be at the notion of a Nazi band playing a big corporate-sponsored festival. So - let it be known loud and clear for the LAST TIME, we ARE NOT a Nazi band, ARE NOT political, are certainly NOT racists and DO NOT support that world or any band, person or business affiliated with it.”
Er bat außerdem noch bei den Nachtmystium-Fans, welche zur Unterstützung der Band zu dem Festival gereist waren, um Entschuldigung.

## Diskografie
Demos
- 2000: Holocaust of Eternity (MC; Eigenvertrieb)
- 2001: Unholy Terrorist Cult (CDR; Majestic Twilight Creations)

Studioalben
- 2002: Reign of the Malicious (CD/LP/MC; Regimental Records)
- 2004: Demise (CD/LP/MC; Autopsy Kitchen Records)
- 2006: Instinct: Decay (CD/LP; Battle Kommand Records, Southern Lord)
- 2008: Assassins: Black Meddle, Part 1 (CD/LP/2xLP; Century Media)
- 2010: Addicts: Black Meddle, Part II (CD/2xLP; Century Media)
- 2012: Silencing Machine (CD/2xLP/2x12"; Century Media)
- 2014: The World We Left Behind (CD/CDR/2xLP; Century Media)
- 2018: Ancient Howls of Dawning Fury (CD; Ascension Monuments Media)
- 2024: Blight Privilege (CD/LP; Lupus Lounge / Prophecy Productions)

Konzertalben
- 2002: Live Onslaught (MC; Majestic Twilight Creations)
- 2003: Live Blitzkrieg (LP; Autopsy Kitchen Records)
- 2005: Live Onslaught 2 (CDR; Eigenvertrieb)
- 2005: Visual Propaganda: Live from the Pits of Damnation (DVD, Pagan Flames Productions)
- 2011: Live at Roadburn 2010 (CD/LP; Roadburn Records)
- 2017: Live Decay: Roadburn Rites 2012 (CD; Ascension Monuments Media)

EPs
- 2003: Nachtmystium (CD/12"; Autopsy Kitchen Records;)
- 2004: Eulogy IV (CD/12"/MC; Total Holocaust Records, Perverted Taste)
- 2008: Worldfall (CD/12"/MP3; Century Media)
- 2009: Doomsday Derelicts (CD/12"/MP3; Battle Kommand Records)
- 2018: Premonitions of Imminent Disaster: The World We Left Behinds Demos (CD/MC; Ascension Monuments Media)
- 2018: Resilient (CD/2xCD/12"; Prophecy Productions)

Split-Veröffentlichungen
- 2001: Nachtmystium/Zalnik mit Zalnik (MC; Majestic Twilight Creations)
- 2004: Nachtmystium/Xasthur mit Xasthur (7"; Autopsy Kitchen Records)
- 2005: Daze West mit Krieg (7"; Eerie Art Records)
- 2011: I Wait in Hell / Shuttle I mit Murmur (7"; Inferna Profundus Records)
- 2018: In the Valley of Death, Where Black Metal Is King mit Leviathan (CD/12"/MC; Ascension Monuments Media)

Singles
- 2012: As Made (7"; Century Media)

Kompilationen
- 2004: The First Attacks, 2000–2001 (CD/LP; Regimental Records)
- 2004: Reign of the Malicious + Nachtmystium (CD; Desire Of Goat Productions)
- 2017: Retox: Remixes and Rarities (CD; Earache Records)

Beiträge auf Kompilationen (Auswahl)
- 2003: My Vengeance auf Death to Mental Slaves (DVD+CD; Pagan Flames Productions)
- 2004: Kronet und Bak to lysende oyne auf Gathered Under the Banner of Strength and Anger: A Homage to Ildjarn (CD; Pestilence Records)
- 2006: Gaze Upon Heaven in Flames auf To the Triumph of Evil – A Tribute to Judas Iscariot (CD/2xLP; ISO666 Releases)
- 2008: Ghosts of Grace auf 7th Deadly Metal for the Masses (CD; Century Media)
- 2011: Addicts auf Blood Ceremonies (CD+DVD; AFM Records)